# Mario Varglien
Mario Varglien, também conhecido como Mario Varglien I (Fiume, atual Rijeka, 25 de dezembro de 1905 - 11 de agosto de 1978), foi um futebolista e treinador de futebol italiano.
Nasceu em cidade que hoje pertence à atual Croácia, mas ele possuía origem italiana e foi considerado cidadão italiano. Jogador da Juventus, Varglien I conquistou a Copa do Mundo de 1934 com a Itália, mas não entrou em campo e só viria a jogar uma única partida pela Azzurra, já no ano seguinte, em vitória por 2-1 sobre a França em 17 de fevereiro de 1935 em Roma.